# موردانت قرمز ۱۹
موردانت قرمز ۱۹ (به انگلیسی: Mordant red 19) یک ترکیب شیمیایی با شناسه پاب‌کم ۵۴۷۷۴۹۴ است. 